# 塚原俊平
塚原 俊平（つかはら しゅんぺい、1947年3月12日 - 1997年12月19日）は、日本の政治家。自由民主党衆議院議員。位階は正三位勲一等。茨城県水戸市出身。元衆議院議員・塚原俊郎の長男。

## 来歴・人物

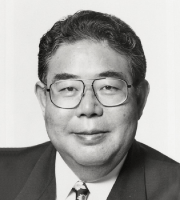
肖像写真

1959年に東京教育大学附属小学校（現・筑波大学附属小学校）、1965年に東京教育大学附属中学校・高等学校（現・筑波大学附属中学校・高等学校）を卒業。1969年成蹊大学政治経済学部政治学科を卒業し、電通に入社。
1975年、父・俊郎の急死に伴い電通を退社し、当時自民党政調会長を務めていた松野頼三の秘書官に転じる。翌年の第34回衆議院議員総選挙に立候補し、初当選（当選同期に愛知和男・中村喜四郎・鳩山邦夫・中島衛・西田司・池田行彦・堀内光雄・相澤英之・津島雄二・鹿野道彦・中西啓介・与謝野馨・渡辺秀央・中川秀直・甘利正など）。以来、連続8回当選を果たす。自民党では福田赳夫→安倍晋太郎→三塚博派（清和政策研究会）に属し、父・俊郎が保利茂系であったことから、保利に可愛がられた。
大蔵・労働の各政務次官を務め、1990年に第2次海部内閣で労働大臣として初入閣（父・俊郎は第3次佐藤改造内閣で労働大臣に就任しており、親子2代での労相就任となった）。三塚派では亀井静香グループに属し、1995年の自由民主党総裁選挙では、三塚ら派閥幹部が河野洋平支持に動く中、亀井や平沼赳夫らと橋本龍太郎支持に奔走。1996年に成立した第1次橋本内閣では直前まで通産相だった橋本の後を襲う形で通商産業大臣に抜擢される。同ポストに40代の人物が就いたのは愛知揆一以来42年ぶりのことであり、将来が嘱望される存在だった。
1997年頃、自民党内で、社民党・新党さきがけとの連立政権維持派と、新進党との連立を主張する「保保連合」派が対立した際には、亀井らと共に保保派の中心人物として精力的に動いた。後述の同年末の塚原の急逝は、保保派にとって少なからぬ打撃となった。
大学時代は落語研究会に所属。そのため、陽気でユーモアに富んだ、ざっくばらんでひょうきんな語り口で、自民党の名物議員として国民にも知られ、100キロを超える巨体もあって「俊平ちゃん」と広く呼び親しまれた。テレビ出演も多く、『ビートたけしのお笑いウルトラクイズ』などのバラエティ番組にも出演した。
議員在職中の1997年12月、議員会館事務所で突然、意識不明に陥り入院。そのまま意識が戻ることなく、同月19日、心筋梗塞のため、東京都新宿区の慶應義塾大学病院で死去した。50歳没。死没日付をもって正三位に叙され、勲一等旭日大綬章を追贈された。追悼演説は翌1998年1月22日の衆議院本会議で、中選挙区制時代に同じ選挙区で塚原としのぎを削った梶山静六が行った。

## 議員連盟
- 憲法20条を考える会（顧問）

## 家族
- 妻